# Hans Bethe
Hans Albrecht Bethe (Estrasburgo, 2 de julho de 1906 — Ithaca, 6 de março de 2005) foi um físico estadunidense nascido na Alemanha.

## Vida
Bethe nasceu em Estrasburgo (naquela época parte da Alemanha, hoje da França), em uma família judia. 
Estudou física em Frankfurt e fez seu doutorado na Universidade de Munique. Sua tese de doutoramento foi sobre a teoria do campo cristalino, publicada em 1929 na revista Annalen der Physik. Esta teoria, originalmente, se aplica ao ambiente eletrostático existente em sólidos iônicos. Corroborada pelo trabalho de John Hasbrouck Van Vleck, esta teoria foi magistralmente utilizada pelos químicos como uma primeira aproximação capaz de explicar a geometria e a interação energética em compostos de coordenação, conciliando, em seu desenvolvimento, aspectos da mecânica quântica e da Teoria dos Grupos.
Deixou a Alemanha em 1933, quando os Nazis chegaram ao poder, vivendo primeiro em Inglaterra e a partir de 1935 nos Estados Unidos, onde leccionou na Universidade de Cornell durante a Segunda Guerra Mundial.
No período de 1935 a 1938, estudou reacções nucleares. Em 1967 recebeu o Nobel de Física pelo estudo da produção da energia solar e estelar, a nucleossíntese estelar. Postulava, juntamente com George Gamov, que a fonte desta energia é a reacção termonuclear na qual o hidrogénio é convertido em hélio. Bethe é conhecido pelas suas teorias sobre as propriedades atómicas.
Em 1941 tornou-se um cidadão natural dos Estados Unidos.
Foi eleito membro estrangeiro da Royal Society em 1957.
Nas décadas de 1980 e 1990 batalhou pelo uso pacífico da energia nuclear.

## Carreira

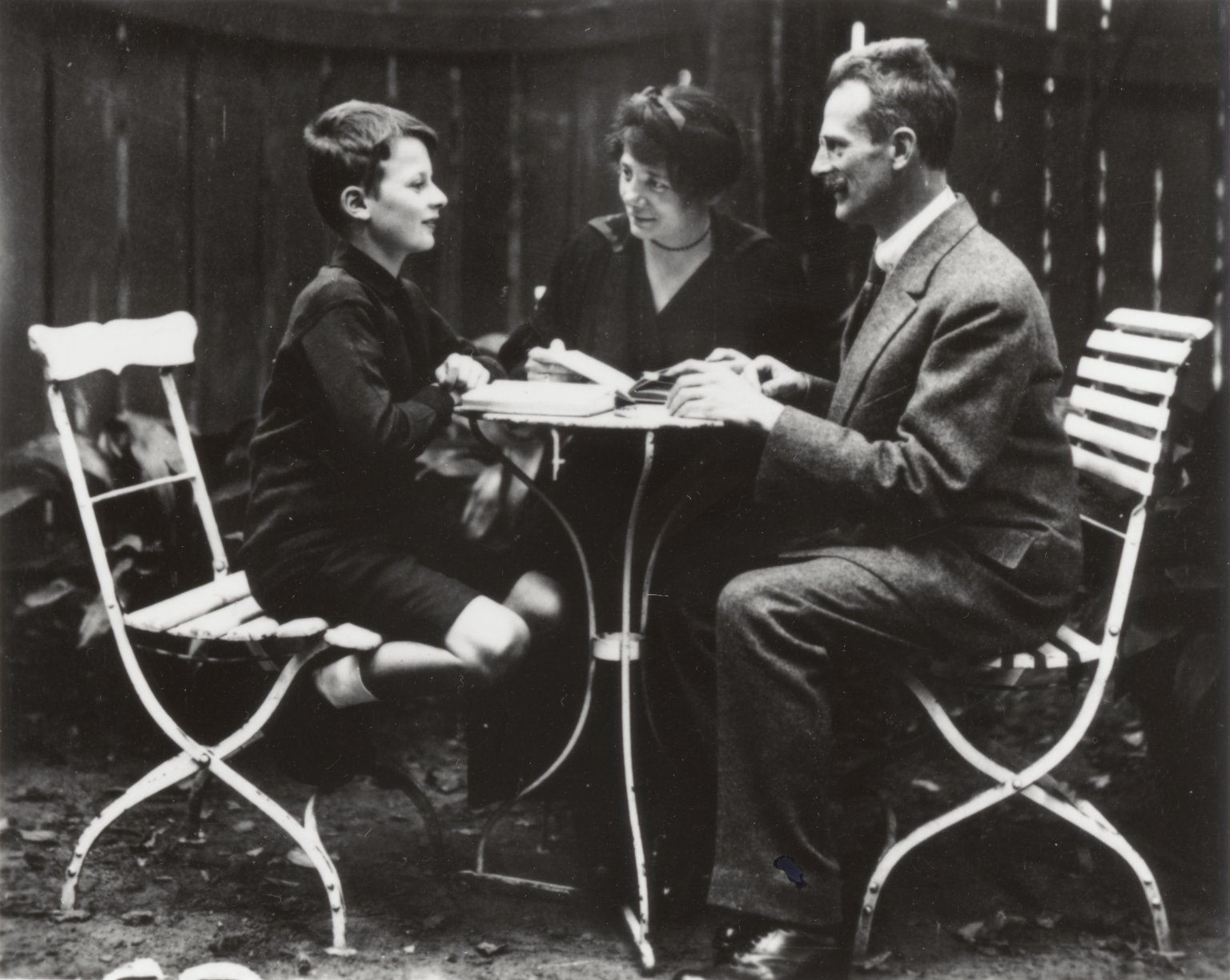
Hans Bethe aos 12 anos de idade em companhia de seus pais

Estudou física em Frankfurt, obteve seu doutorado pela Universidade de Munique, com supervisão de Arnold Sommerfeld, e depois fez o pós-doutorado em Cambridge e no laboratório de Enrico Fermi, em Roma. Deixou a Alemanha em 1933, quando os nazistas tomaram o poder e perdeu seu emprego (sua mãe era judia) na Universidade de Tübingen, mudando-se para a Inglaterra, onde obteve uma posição provisória de conferencista nos anos de 1933 e 1934, e no fim de 1934, uma bolsa de estudo na universidade de Bristol. Na Inglaterra, Bethe trabalhou com o teórico Rudolf Peierls em uma compreensiva teoria do deutério.
Em 1935 Bethe mudou-se para os Estados Unidos e ligou-se à Universidade de Cornell, um trabalho que exerceu durante toda sua carreira. Em Cornell, Bethe ficou conhecido como um dos físicos teóricos líderes da sua geração, e junto com outros grandes físicos como Milton Stanley Livingston (um pioneiro do cíclotron) e depois, após a guerra, o experimentalista Robert R. Wilson e o teórico Robert Bacher, colocou Cornell no mapa mundial da física. Bethe publicou uma série de artigos sobre física nuclear, sintetizando muito do que era conhecido naquele tempo, um trabalho que ficou conhecido como 'A bíblia de Bethe', e continuou o trabalho padrão no assunto por muitos anos. Nesse trabalho, continuou trabalhando onde outros haviam desistido, e preencheu lacunas da antiga literatura. De 1935 a 1938 estudou reações nucleares e reações seção eficaz (ciclo carbono-oxigênio-nitrogênio), dirigindo a sua importante contribuição à nucleossíntese estelar. Essa pesquisa foi posteriormente proveitosa para Bethe, desenvolvendo a teoria de complexo nuclear de Niels Bohr. 

## Publicações selecionadas
- Bethe, H. A. "Theory of High Frequency Rectification by Silicon Crystals", Massachusetts Institute of Technology (MIT) Laboratório de Radiação, United States Department of Energy (através da agência predecessora Atomic Energy Commission), (1942).
- Bethe, H. A. "Theoretical Estimate of Maximum Possible Nuclear Explosion", Knolls Atomic Power Laboratory-Schenectady, N.Y., United States Department of Energy (através da agência predecessora da Atomic Energy Commission), (1950).
- Bethe, H. A.; Rajaraman, R. "Three-body Problem in Nuclear Matter", University of Southern California-Los Angeles, United States Department of Energy (através da agência predecessora a Atomic Energy Commission), (1967).
- Bethe, H. A. "Note on Inverse Bremsstrahlung in a Strong Electromagnetic Field", Los Alamos National Laboratory (LANL), United States Department of Energy (através da agência predecessora Atomic Energy Commission), (1972).
- Bethe, H. A. "Pauli Principle and Pion Scattering", Los Alamos National Laboratory (LANL), United States Department of Energy (através da agência predecessora da Atomic Energy Commission), (1972).
- Bethe, H. A. "Fusion Hybrid Reactor", Sandia National Laboratories, United States Department of Energy, (1981).